# Pris sur le vif (livre-jeu)
Pour les articles homonymes, voir Pris sur le vif.
Pris sur le vif est un livre-jeu écrit par Fabrice Cayla et Jean-Pierre Pécau en 1988, et édité par Le Livre de poche dans la collection Histoires à jouer : La Quatrième Dimension, dont c'est le troisième tome.